# Grasski-Weltcup 2009
Der Grasski-Weltcup 2009 begann am 6. Juni im Kendlgraben bei Wilhelmsburg und endete am 13. September in Forni di Sopra. Bei Damen und Herren wurden jeweils drei Slaloms, vier Riesenslaloms, zwei Super-Gs und zwei Super-Kombinationen ausgetragen. Höhepunkt der Saison war die Grasski-Weltmeisterschaft, die vom 2. bis 6. September im österreichischen Rettenbach stattfand.

## Gesamtwertung
- WC = Weltcuppunkte
- Bonus = Bonuspunkte aus FIS-Rennen
- Gesamt = Gesamtpunkte

| Rang | Name                  | Land        | WC  | Bonus | Gesamt |
| ---- | --------------------- | ----------- | --- | ----- | ------ |
| 01   | Jan Němec             | Tschechien  | 867 | 300   | 1167   |
| 02   | Stefan Portmann       | Schweiz     | 520 | 260   | 0780   |
| 03   | Edoardo Frau          | Italien     | 580 | 160   | 0740   |
| 04   | Martin Štěpánek       | Tschechien  | 451 | 280   | 0731   |
| 05   | Michael Stocker       | Österreich  | 570 | 160   | 0730   |
| 06   | Jan Gardavský         | Tschechien  | 380 | 120   | 0500   |
| 07   | Jakob Rest            | Österreich  | 364 | 092   | 0456   |
| 08   | Domenic Senn          | Schweiz     | 215 | 240   | 0455   |
| 09   | Mirko Hüppi           | Schweiz     | 224 | 220   | 0444   |
| 10   | Lukáš Kolouch         | Tschechien  | 355 | 092   | 0427   |
| 11   | Josef Zorzi           | Österreich  | 122 | 200   | 0322   |
| 12   | Pietro Guerini        | Italien     | 158 | 135   | 0293   |
| 13   | Philipp Gschwandtner  | Österreich  | 113 | 170   | 0283   |
| 14   | Fausto Cerentin       | Italien     | 100 | 180   | 0280   |
| 15   | Philipp Menge         | Schweiz     | 091 | 125   | 0216   |
| 15   | Hossein Kalhor (1982) | Iran        | 100 | 116   | 0216   |
| 17   | Daniel Gschwandtner   | Österreich  | 074 | 140   | 0214   |
| 18   | Timotej Oravec        | Slowakei    | 179 | 032   | 0211   |
| 19   | Florian Sauer         | Deutschland | 053 | 145   | 0198   |
| 20   | Takuya Asukai         | Japan       | 111 | 080   | 0191   |

| Rang | Name                  | Land        | WC  | Bonus | Gesamt |
| ---- | --------------------- | ----------- | --- | ----- | ------ |
| 01   | Ingrid Hirschhofer    | Österreich  | 860 | 300   | 1160   |
| 02   | Anna-Lena Büdenbender | Deutschland | 705 | 260   | 0965   |
| 03   | Zuzana Gardavská      | Tschechien  | 710 | 240   | 0950   |
| 04   | Jacqueline Gerlach    | Österreich  | 595 | 280   | 0875   |
| 05   | Yukiyo Shintani       | Japan       | 340 | 200   | 0540   |
| 06   | Bianca Lenz           | Schweiz     | 278 | 220   | 0498   |
| 07   | Nicole Gerlach        | Österreich  | 258 | 170   | 0428   |
| 08   | Petra Mlejnková       | Tschechien  | 198 | 150   | 0348   |
| 09   | Antonella Manzoni     | Italien     | 185 | 160   | 0345   |
| 10   | Cristina Mauri        | Italien     | 186 | 145   | 0331   |
| 11   | Veronika Cvašková     | Slowakei    | 253 | 000   | 0253   |
| 12   | Ilaria Sommavilla     | Italien     | 069 | 180   | 0249   |
| 13   | Eva Fabiánová         | Tschechien  | 051 | 140   | 0191   |
| 14   | Petra Ivánková        | Tschechien  | 042 | 130   | 0172   |
| 15   | Michaela Ducháčková   | Tschechien  | 171 | 000   | 0171   |
| 16   | Katja Rabensteiner    | Österreich  | 020 | 140   | 0160   |
| 17   | Lenka Gábrišová       | Slowakei    | 095 | 000   | 0095   |
| 18   | Samin Davari          | Iran        | 032 | 000   | 0032   |
| 19   | Mitra Kalhor          | Iran        | 029 | 000   | 0029   |
| 20   | Rūta Irbe Tropa       | Lettland    | 026 | 000   | 0026   |
| 20   | Samira Zargari        | Iran        | 026 | 000   | 0026   |

## Nationenwertung
(mit Bonuspunkten)
| Rang | Land        | Punkte |
| ---- | ----------- | ------ |
| 1    | Österreich  | 5484   |
| 2    | Tschechien  | 5362   |
| 3    | Italien     | 3339   |
| 4    | Schweiz     | 2611   |
| 5    | Iran        | 1741   |
| 6    | Deutschland | 1215   |
| 7    | Japan       | 0862   |
| 8    | Slowakei    | 0559   |
| 9    | Lettland    | 0038   |

| Rang | Land        | Punkte |
| ---- | ----------- | ------ |
| 1    | Tschechien  | 3530   |
| 2    | Österreich  | 2861   |
| 3    | Italien     | 2414   |
| 4    | Schweiz     | 2113   |
| 5    | Iran        | 1654   |
| 6    | Japan       | 0322   |
| 7    | Deutschland | 0250   |
| 8    | Slowakei    | 0211   |
| 9    | Lettland    | 0012   |

| Rang | Land        | Punkte |
| ---- | ----------- | ------ |
| 1    | Österreich  | 2623   |
| 2    | Tschechien  | 1832   |
| 3    | Deutschland | 0965   |
| 4    | Italien     | 0925   |
| 5    | Japan       | 0540   |
| 6    | Schweiz     | 0498   |
| 7    | Slowakei    | 0348   |
| 8    | Iran        | 0087   |
| 9    | Lettland    | 0026   |

## Disziplinenwertungen
(ohne Bonuspunkte)

### Slalom
| Rang | Name            | Land       | Punkte |
| ---- | --------------- | ---------- | ------ |
| 1    | Jan Němec       | Tschechien | 207    |
| 2    | Michael Stocker | Österreich | 180    |
| 3    | Jakob Rest      | Österreich | 149    |
| 4    | Stefan Portmann | Schweiz    | 140    |
| 5    | Edoardo Frau    | Italien    | 130    |
| 6    | Lukáš Kolouch   | Tschechien | 122    |
| 7    | Mirko Hüppi     | Schweiz    | 100    |
| 8    | Martin Štěpánek | Tschechien | 080    |
| 9    | Josef Zorzi     | Österreich | 077    |
| 10   | Takuya Asukai   | Japan      | 073    |

| Rang | Name                  | Land        | Punkte |
| ---- | --------------------- | ----------- | ------ |
| 1    | Anna-Lena Büdenbender | Deutschland | 225    |
| 2    | Ingrid Hirschhofer    | Österreich  | 220    |
| 3    | Yukiyo Shintani       | Japan       | 200    |
| 4    | Zuzana Gardavská      | Tschechien  | 180    |
| 5    | Jacqueline Gerlach    | Österreich  | 145    |
| 6    | Veronika Cvašková     | Slowakei    | 108    |
| 7    | Michaela Ducháčková   | Tschechien  | 093    |
| 8    | Bianca Lenz           | Schweiz     | 085    |
| 9    | Nicole Gerlach        | Österreich  | 066    |
| 10   | Lenka Gábrišová       | Slowakei    | 055    |

### Riesenslalom
| Rang | Name               | Land       | Punkte |
| ---- | ------------------ | ---------- | ------ |
| 1    | Jan Němec          | Tschechien | 400    |
| 2    | Edoardo Frau       | Italien    | 250    |
| 3    | Michael Stocker    | Österreich | 191    |
| 4    | Stefan Portmann    | Schweiz    | 155    |
| 5    | Jan Gardavský      | Tschechien | 141    |
| 6    | Martin Štěpánek    | Tschechien | 135    |
| 7    | Lukáš Kolouch      | Tschechien | 113    |
| 8    | Jakob Rest         | Österreich | 111    |
| 9    | Riccardo Lorenzone | Italien    | 080    |
| 9    | Stefano Sartori    | Italien    | 080    |

| Rang | Name                  | Land        | Punkte |
| ---- | --------------------- | ----------- | ------ |
| 1    | Ingrid Hirschhofer    | Österreich  | 330    |
| 2    | Zuzana Gardavská      | Tschechien  | 290    |
| 3    | Jacqueline Gerlach    | Österreich  | 265    |
| 4    | Anna-Lena Büdenbender | Deutschland | 190    |
| 5    | Veronika Cvašková     | Slowakei    | 119    |
| 6    | Yukiyo Shintani       | Japan       | 100    |
| 7    | Nicole Gerlach        | Österreich  | 098    |
| 8    | Cristina Mauri        | Italien     | 082    |
| 9    | Petra Mlejnková       | Tschechien  | 081    |
| 10   | Antonella Manzoni     | Italien     | 060    |

### Super-G
| Rang | Name               | Land       | Punkte |
| ---- | ------------------ | ---------- | ------ |
| 1    | Jan Němec          | Tschechien | 160    |
| 2    | Stefan Portmann    | Schweiz    | 140    |
| 3    | Martin Štěpánek    | Tschechien | 136    |
| 4    | Jan Gardavský      | Tschechien | 090    |
| 5    | Edoardo Frau       | Italien    | 080    |
| 6    | Michael Stocker    | Österreich | 074    |
| 7    | Jakob Rest         | Österreich | 050    |
| 8    | Lukáš Kolouch      | Tschechien | 046    |
| 9    | Riccardo Lorenzone | Italien    | 045    |
| 10   | Seyed Yasser Seyd  | Iran       | 043    |

| Rang | Name                  | Land        | Punkte |
| ---- | --------------------- | ----------- | ------ |
| 1    | Anna-Lena Büdenbender | Deutschland | 180    |
| 2    | Ingrid Hirschhofer    | Österreich  | 150    |
| 3    | Bianca Lenz           | Schweiz     | 100    |
| 4    | Jacqueline Gerlach    | Österreich  | 080    |
| 5    | Zuzana Gardavská      | Tschechien  | 060    |
| 6    | Antonella Manzoni     | Italien     | 045    |
| 7    | Nicole Gerlach        | Österreich  | 036    |
| 8    | Samin Davari          | Iran        | 032    |
| 9    | Mitra Kalhor          | Iran        | 029    |
| 10   | Samira Zargari        | Iran        | 026    |

### Super-Kombination
| Rang | Name            | Land       | Punkte |
| ---- | --------------- | ---------- | ------ |
| 1    | Jan Gardavský   | Tschechien | 140    |
| 2    | Michael Stocker | Österreich | 125    |
| 3    | Edoardo Frau    | Italien    | 120    |
| 4    | Jan Němec       | Tschechien | 100    |
| 4    | Martin Štěpánek | Tschechien | 100    |
| 4    | Fausto Cerentin | Italien    | 100    |
| 7    | Stefan Portmann | Schweiz    | 085    |
| 8    | Jakob Rest      | Österreich | 054    |
| 8    | Lukáš Kolouch   | Tschechien | 054    |
| 10   | Mirko Hüppi     | Schweiz    | 052    |

| Rang | Name                  | Land        | Punkte |
| ---- | --------------------- | ----------- | ------ |
| 1    | Zuzana Gardavská      | Tschechien  | 180    |
| 2    | Ingrid Hirschhofer    | Österreich  | 160    |
| 3    | Anna-Lena Büdenbender | Deutschland | 110    |
| 4    | Jacqueline Gerlach    | Österreich  | 105    |
| 5    | Antonella Manzoni     | Italien     | 080    |
| 6    | Petra Mlejnková       | Tschechien  | 077    |
| 7    | Cristina Mauri        | Italien     | 072    |
| 8    | Ilaria Sommavilla     | Italien     | 069    |
| 9    | Nicole Gerlach        | Österreich  | 058    |
| 10   | Bianca Lenz           | Schweiz     | 053    |

## Podestplatzierungen Herren
Disziplinen: GS = Riesenslalom, SC = Super-Kombination, SG = Super-G, SL = Slalom
| Datum      | Ort                  | Disziplin | 1. Platz                | 2. Platz           | 3. Platz        |
| ---------- | -------------------- | --------- | ----------------------- | ------------------ | --------------- |
| 06.06.2009 | Kendlgraben (AUT)    | SC        | Fausto Cerentin         | Michael Stocker    | Edoardo Frau    |
| 04.07.2009 | Čenkovice (CZE)      | SL        | Jan Němec               | Michael Stocker    | Stefan Portmann |
| 05.07.2009 | Čenkovice (CZE)      | SL        | Jan Němec               | Martin Štěpánek    | Edoardo Frau    |
| 06.08.2009 | Dizin (IRN)          | SG        | Jan Němec               | Edoardo Frau       | Stefan Portmann |
| 07.08.2009 | Dizin (IRN)          | GS        | Jan Němec               | Michael Stocker    | Edoardo Frau    |
| 15.08.2009 | Marbachegg (SUI)     | GS        | Jan Němec               | Riccardo Lorenzone | Stefan Portmann |
| 16.08.2009 | Marbachegg (SUI)     | SG        | Martin Štěpánek         | Stefan Portmann    | Jan Němec       |
| 29.08.2009 | Maria Gugging (AUT)  | GS        | Jan Němec               | Edoardo Frau       | Jan Gardavský   |
| 30.08.2009 | Maria Gugging (AUT)  | SL        | Michael Stocker         | Jakob Rest         | Edoardo Frau    |
| 12.09.2009 | Forni di Sopra (ITA) | GS        | Jan Němec               | Stefano Sartori    | Edoardo Frau    |
| 13.09.2009 | Forni di Sopra (ITA) | SC        | Jan Gardavský Jan Němec |                    | Edoardo Frau    |

## Podestplatzierungen Damen
Disziplinen: GS = Riesenslalom, SC = Super-Kombination, SG = Super-G, SL = Slalom
| Datum      | Ort                  | Disziplin | 1. Platz                                 | 2. Platz              | 3. Platz                                 |
| ---------- | -------------------- | --------- | ---------------------------------------- | --------------------- | ---------------------------------------- |
| 06.06.2009 | Kendlgraben (AUT)    | SC        | Zuzana Gardavská                         | Antonella Manzoni     | Anna-Lena Büdenbender Ingrid Hirschhofer |
| 04.07.2009 | Čenkovice (CZE)      | SL        | Yukiyo Shintani                          | Anna-Lena Büdenbender | Zuzana Gardavská Ingrid Hirschhofer      |
| 05.07.2009 | Čenkovice (CZE)      | SL        | Anna-Lena Büdenbender                    | Ingrid Hirschhofer    | Zuzana Gardavská                         |
| 06.08.2009 | Dizin (IRN)          | SG        | Anna-Lena Büdenbender                    | Jacqueline Gerlach    | Zuzana Gardavská                         |
| 07.08.2009 | Dizin (IRN)          | GS        | Anna-Lena Büdenbender Ingrid Hirschhofer |                       | Antonella Manzoni                        |
| 15.08.2009 | Marbachegg (SUI)     | GS        | Ingrid Hirschhofer                       | Zuzana Gardavská      | Jacqueline Gerlach                       |
| 16.08.2009 | Marbachegg (SUI)     | SG        | Ingrid Hirschhofer                       | Anna-Lena Büdenbender | Bianca Lenz                              |
| 29.08.2009 | Maria Gugging (AUT)  | GS        | Jacqueline Gerlach Yukiyo Shintani       |                       | Zuzana Gardavská                         |
| 30.08.2009 | Maria Gugging (AUT)  | SL        | Yukiyo Shintani                          | Ingrid Hirschhofer    | Zuzana Gardavská                         |
| 12.09.2009 | Forni di Sopra (ITA) | GS        | Zuzana Gardavská                         | Ingrid Hirschhofer    | Jacqueline Gerlach                       |
| 13.09.2009 | Forni di Sopra (ITA) | SC        | Ingrid Hirschhofer                       | Zuzana Gardavská      | Jacqueline Gerlach                       |